# San Cristóbal (Repubblica Dominicana)
San Cristóbal è una città dominicana di 275.232 abitanti (censimento 2012), capoluogo dell'omonima provincia. Comprende, oltre al capoluogo, un distretto municipale: Hato Damas.
È situata circa 20 chilometri ad Ovest della capitale Santo Domingo. San Cristóbal è conosciuta per aver dato i natali a Rafael Leónidas Trujillo, dittatore del paese fino al 1961.

## Geografia fisica
La città di San Cristóbal si trova a sud della Cordillera Central, in una piccola valle alla confluenza dei fiumi Nigua e Nizao, a circa otto chilometri dal Mar dei Caraibi. Diversi rilievi collinari, per lo più di modeste dimensioni, circondano la città.

## Storia
La città di San Cristóbal è stata fondata nei primi anni del XIX secolo da padre Juan de Jesús Ayala come comunità rurale, ma già nel 1822, poco dopo l'invasione haitiana, fu elevata a comune. San Cristóbal divenne la "Culla della Costituzione Dominicana", poiché fu proprio nella sede dell'attuale palazzo municipale che fu firmata la costituzione otto mesi dopo l'indipendenza definitiva, il 6 novembre 1844.
Nacque in questa località il dittatore Rafael Leónidas Trujillo, soprannominatosi "padre della Patria Nuova", che governò il paese dal 1930 fino al suo assassinio nel 1961. Trujillo stesso fece dare un nuovo volto alla propria città, tramite nuove costruzioni ancora oggi esistenti, come il Castillo del Cerro (castello del colle), la Casa de Caoba (casa di mogano, residenza di Trujillo), la cattedrale di Nuestra Señora de la Consolación, il municipio, il palazzo provinciale, le caserme di polizia e marina di guerra, nonché diverse scuole, ospedali ed altri edifici pubblici. All'epoca della dittatura, inoltre, il centro della città era solito essere soprannominato "tazzina di caffè", per la cura a lui riservata.
Nel 1934 divenne capoluogo della provincia Trujillo, separandosi dalla provincia di Santo Domingo, ed includendo diversi municipi a nord-ovest della capitale.
Oggigiorno la città è in via di espansione: un gran numero di dominicani si sono trasferiti a San Cristóbal negli ultimi decenni, provenienti soprattutto dalla zona di San José de Ocoa. Anche il turismo ha acquistato importanza, facendo diventare la città meta di numerosi turisti, anche stranieri.